# جون كايزي
جون كايزي (بالإنجليزية: John Casey)‏ هو رياضياتي إيرلندي اشتهر لبرهنته مبرهنة كايزي المتعلقة بدائرة تمس 4 دوائر، وهي تعميمٌ لمبرهنة بطليموس. يُعتبر كايزي مع إميل ليموان مُؤسّسي هندسة الدائرة والمثلث الحديثة.

## النشأة
وُلد جون كايزي في كلبيهني في ليمرك، بإيرلندا، درس في متشيلتاون قبل أن يصبح مُعلماً في مجلس التعليم الوطني.

## أعماله البارزة
- 1880: حول التحويلات التكعيبية
- 1882: أول 6 كتب من كتب إقليدسعلى مشروع غوتنبرغ.